# アルピーヌ・A210
アルピーヌ・A210（Alpine A210）は1966年にアルピーヌがスポーツカーレース出場のために開発・製作した小排気量レーシングカーである。1960年代後半のヨーロッパのスポーツカーレースで多くのクラスタイトルを獲得した。ベースモデルのM65、及び派生車種のA211についてもここに記す。

## 概要
1955年にジャン・レデレが設立し市販車の生産を始めたアルピーヌは、1963年に最初のレーシングカー、M63をデビューさせレース活動を開始した。1964年に製作のM64の後、1965年にデビューしたM65と、そのモディファイマシンA210は1969年までの5年間にわたってヨーロッパのスポーツカーレースで活躍した。
A210は1960年代後半に活躍した小排気量レーシングカーの中でも、最有力の1台であった。A210はM65時代も含めて、ル・マン24時間では4度のクラス優勝と3度の熱効率指数賞を獲得。ランス12時間ではクラス優勝を4回、ニュルブルクリンク1000㎞、セブリング12時間、パリ1000㎞でもクラス優勝を記録した他、小排気量車で争われるニュルブルクリンク500㎞ではアバルトを抑えて2度の総合優勝を果たした。生産台数はM65が3台、A210が6台、A211が1台である。

## M65
| M65（左）と、その特徴的なテールフィン（右） |  | M65（左）と、その特徴的なテールフィン（右） |
| M65（左）と、その特徴的なテールフィン（右） |  |                                             |

1965年にデビューしたM65は、1964年の主力マシン・M64と同じくスペースフレームのシャシーを使用していた。M65から、空力デザイナーのマルセル・ユベールの要望によりテールフィンが装備された。高速走行時の直進安定性の確保と大排気量車に抜かれた際の安定性向上が目的に装備されたものである。またアンダートレイを装備するためにリアサスペンションをラジアスアームから上下ともAアームに変更した。車重はM64から10㎏増加して650㎏だった。
エンジンは、M63以来ルノー・ドーフィン用直列4気筒エンジンをアメデ・ゴルディーニがチューンしたDOHC・1リッターエンジンを使用していたが、このM65からやはりゴルディーニ設計のアルピーヌのF2用DOHC直列4気筒・1リッターエンジンの排気量を1.3リッターに拡大したタイプ58を装備した。このエンジンは、シリンダーブロックとシリンダーヘッドの間にパッキングピースを挟むことで容易に排気量を変えられるように設計されており、65年シーズン途中に1.15リッターエンジンも登場した。1.3リッターエンジンは130hpを発揮しサルト・サーキットのロングストレート、ユノディエールで250km/hオーバーを記録した。
M65は1965年の世界スポーツカー選手権（WSC）第7戦 タルガ・フローリオでデビュー、第12戦 ル・マンには3台のM64の他M63、A110とともに1.3リッター仕様エンジン搭載の1台がエントリーしたがタルガ・フローリオに続きリタイアに終わった。しかし、その後第13戦 ランス12時間でクラス優勝を果たし、小排気量車で争われた第18戦 ニュルブルクリンク500㎞では総合優勝を飾った。

## A210

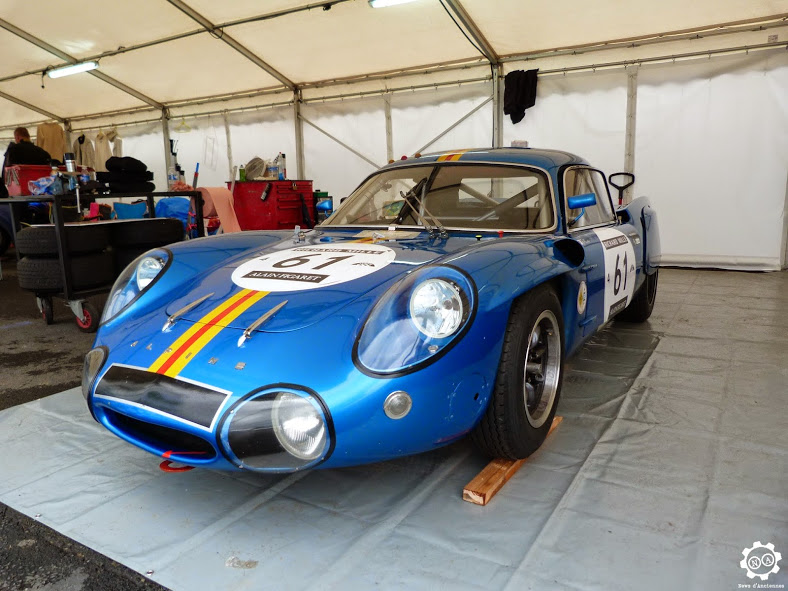
アルピーヌ・A210

A210はM65の発展形として1966年に登場し、1969年まで活躍した。
M65からの相違点はトランスミッションをヒューランド製5段から、ポルシェ911用5段へ変更したことと、タイヤをダンロップからミシュランのスリックタイヤに変更した。これはスリックタイヤの最初期の使用例でもあった。車重は690㎏である。生産台数は6台で、他にＭ65から改修されたマシンが2台存在した。
1966年シーズン、国際スポーツカー選手権（IMC）第5戦 スパ1000㎞でクラス優勝を果たして臨んだ第7戦 ル・マンでは、5台の1.3リッター車と1台の1リッター車、合計6台のA210が出場。アンリ・グランジール/レオ・セラ組の62号車が総合9位、クラス優勝を達成。また11、12、13位完走車が熱効率指数賞の1～3位を独占する活躍を見せた。その後A210はノンタイトル戦のパリ1000㎞でもクラス優勝を果たした。

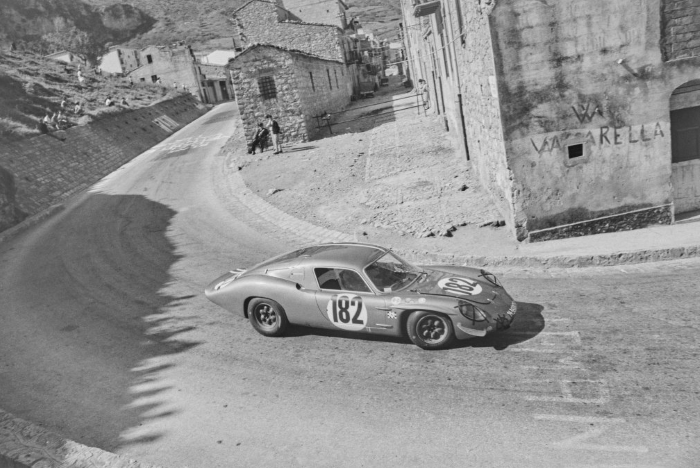
1967年のタルガ・フローリオを走るマウロ・ビアンキ/ジャン・ヴィナティエ組の182号車。M63、M64と同形状の涙滴形リアカウルを装備している

1967年のスポーツプロトタイプ国際選手権（ICSP）第7戦 ル・マンにアルピーヌはA210を7台、M64を1台出場させた。最上位車はアンリ・グランジール/ジョゼ・ロジンスキー組の46号車で総合9位、クラス優勝を獲得した。他のマシンも10、12位で完走し、1.5リッターエンジン搭載車も13位でゴールと好成績を残した。その後ノンタイトル戦のランス12時間でクラス優勝、スポーツカー国際選手権（ICSC）ディビジョン1第7戦 ニュルブルクリンク500㎞で総合優勝。ノンタイトル戦のパリ1000㎞でもクラス優勝した。
1968年、アルピーヌは3リッターマシン・A220をデビューさせた。A210は主力マシンの座から降りることになったが、小排気量クラスでは有力マシンとして変わらず活躍を続けた。68年のメイクス国際選手権（ICM）第10戦 ル・マンにアルピーヌは3台のA220、2台のA110とともに5台のA210をエントリーさせた。レースではアラン・セルパッジ/アラン・レゲレック組の57号車が総合9位、1.6リッタークラス優勝を達成。総合10位のジャン=リュック・テリエ/ベルナール・トラモント組の52号車も熱効率指数賞を獲得。57、53号車とともに熱効率指数賞の1～3位を独占した。また14位完走のジャン=ピエール・ニコラ/ジャン=クロード・アンドリュー組の55号車が性能指数賞を獲得し、68年のル・マンでA210は大きな戦果を残した。
1969年のICM第8戦 ル・マンにアルピーヌは4台のA220とともに、4台のA210をエントリーさせた。1台の完走にとどまったがアラン・セルパッジ/クリスチャン・エスイン組の50号車が総合12位、1.15リッタークラス1位と性能指数賞を獲得した。アルピーヌは69年シーズン終了後、A220の不振を理由に同年限りでスポーツカーレースから撤退したため、A210も引退することになった。

## A211

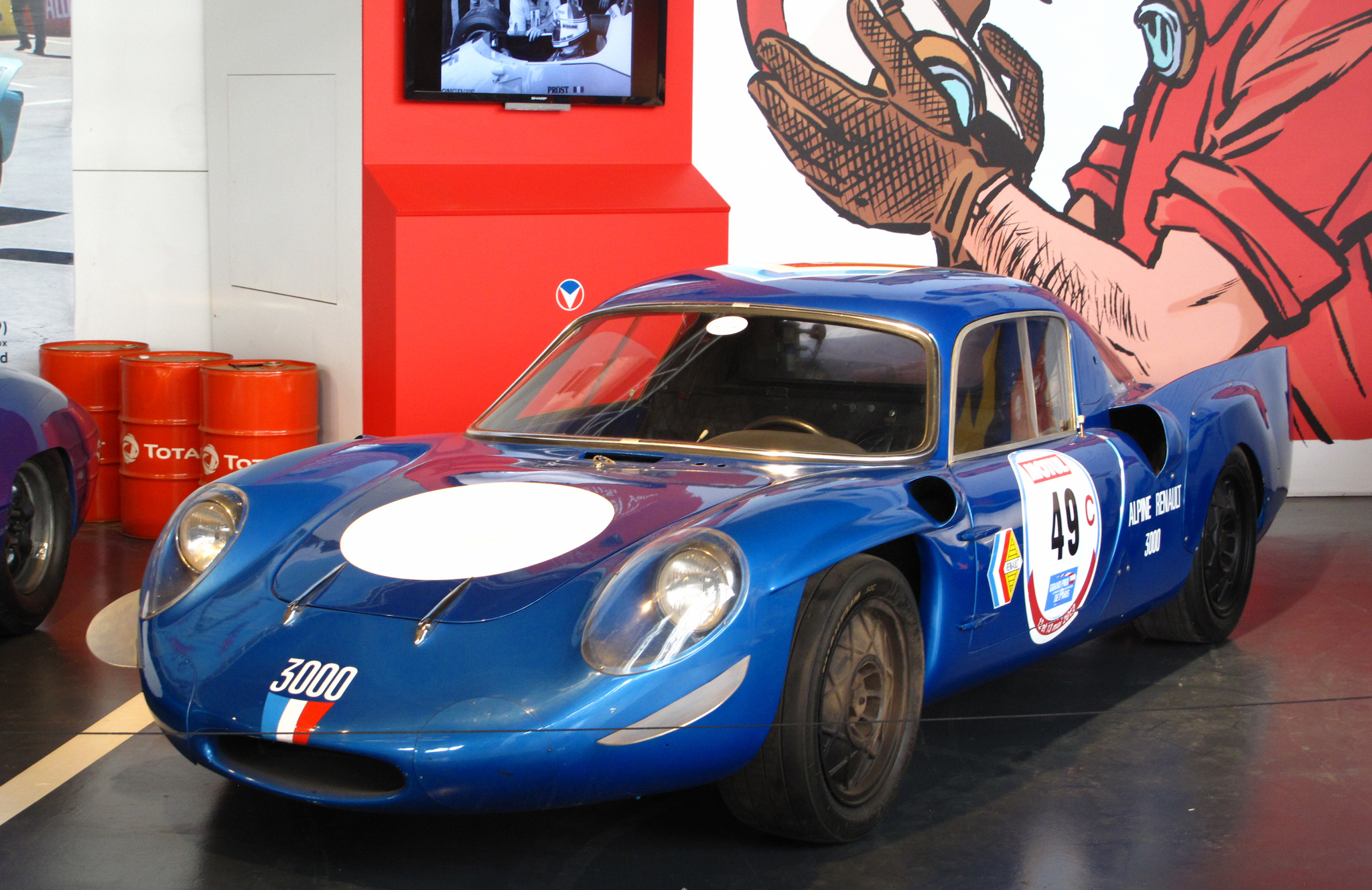
アルピーヌ・A211

A211は、A220用3リッターV8エンジン、62A2型の開発用マシンとして1967年から68年にかけてヨーロッパのスポーツカーレースを中心に活躍した。A211はマシン重量の増加に対応して、スペースフレームのパイプ径をA210より太くしてシャシー剛性を向上させていた。
A211は1967年10月、ノンタイトル戦のパリ1000㎞でマウロ・ビアンキ/アンリ・グランジール組のドライブによりデビューし7位でゴールした。翌1968年はICM第2戦 セブリング12時間に出場後、ル・マンテストデイに登場。その後第4戦 モンツァ1000㎞、第6戦 ニュルブルクリンク1000㎞、第7戦 スパ1000㎞にエントリー。モンツァではパトリック・デパイユ/アンドレ・デ・コルタンツ組が総合3位に入賞した他、ニュルブルクリンクでは9位、スパでは13位でゴールし開発マシンとしての役割を終えた。